# 로킥

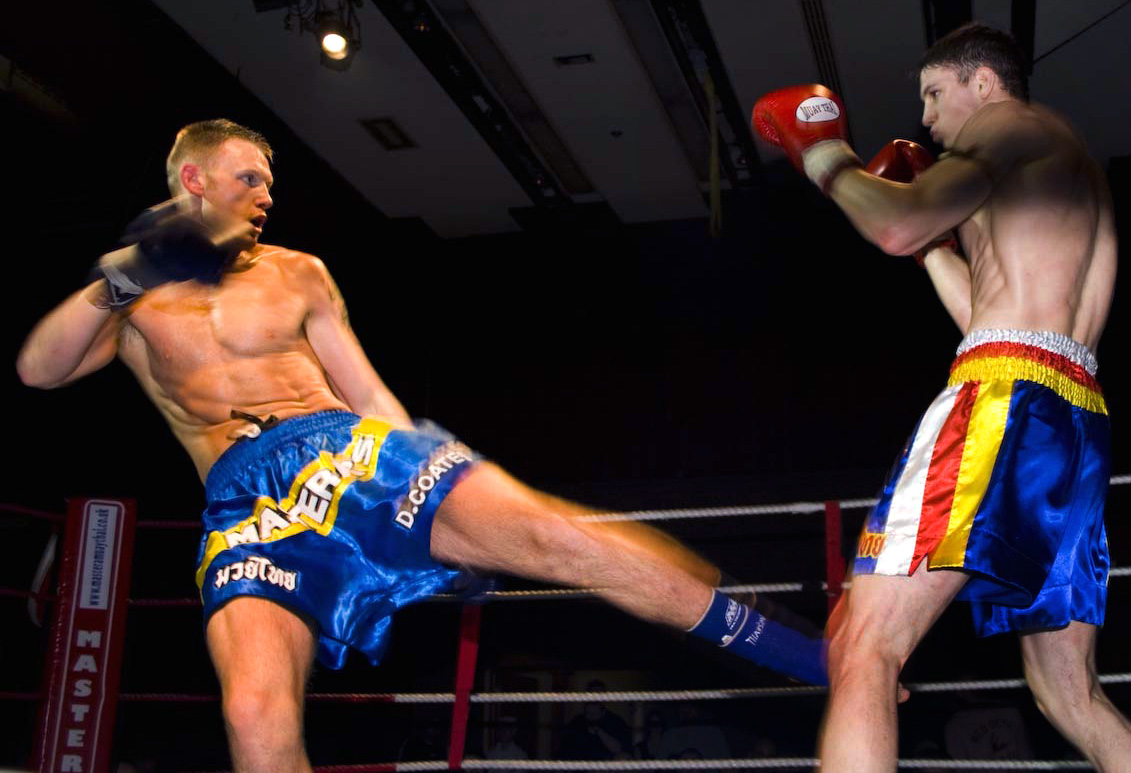
로우킥

로우킥(low kick)은 킥복싱과 종합격투기 무에타이등 무술의 발차기 기술이며 인간의 하체에 타격을 가할 수 있는 기술이다.